# Ligne El Prat - Aéroport
La ligne El Prat - Aéroport est une ligne de chemin de fer espagnole qui appartient à ADIF reliant El Prat de Llobregat à l'Aéroport de Barcelone - El Prat. La ligne commence à la gare d'El Prat de Llobregat et se termine à la gare de l'aéroport El Prat.
La ligne est à écartement ibérique et à voie unique et les services qui passent par cette ligne sont exclusivement des trains de banlieue. Il s'agissait de la seule liaison ferroviaire avec l'aéroport jusqu'à la mise en service de la ligne 9 du métro de Barcelone. La ligne sera remplacée par une nouvelle construction entre El Prat de Llobregat et l’aéroport. La ligne reliera également le terminal actuel au nouveau terminal 1.

## Histoire
La ligne a été construite comme ligne de Barcelone à l'aéroport en passant par Bellvitge et El Prat mais avec l'arrivée de la LGV Madrid-Barcelone-Figueras, la gare d'El Prat de Llobregat est devenue souterraine et la voie unique entre Barcelone-Sants et El Prat qui suivait en parallèle la ligne Barcelone - Vilanova - Valls a été détruite.
De 2006 jusqu'en 2009, les trains qui circulaient sur la ligne étaient des trains de la ligne R10 de Rodalies Barcelone, ils reliaient l'aéroport à la gare de Barcelone-França. Depuis février 2009, la R10 a cessé de circuler et a été remplacé par la ligne R2 Nord qui relie l'aéroport à Sant Celoni et/ou Maçanet-Massanes les jours ouvrables, et l'Aéroport à Granollers Centre et/ou Sant Celoni les jours fériés.